# Koniec wieku XIX (Tetmajer)
Koniec wieku XIX (także Koniec wieku) – wiersz Kazimierza Przerwy-Tetmajera, ogłoszony w tomie Poezje. Seria druga, wydanym w 1894. Utwór jest napisany trzynastozgłoskowcem ujętym w strofy czterowersowe z rymem okalającym (abba).
Przekleństwo?... Tylko dziki, kiedy się skaleczy,
złorzeczy swemu bogu, skrytemu w przestworze.
Ironia?... Lecz największe z szyderstw czyż się może
równać z ironią biegu najzwyklejszych rzeczy?
Utwór wyraża charakterystyczną dla epoki, w której powstał, postawą zwątpienia i rezygnacji. Poeta rozważa różne możliwe reakcje człowieka na otaczającą go rzeczywistość (Przekleństwo?..., Wzgarda..., Walka?..., Byt przyszły?...) i dochodzi do wniosku, że nie znajduje żadnej odpowiedzi na dręczące go pytania: Jakaż jest przeciw włóczni złego twoja tarcza,/człowiecze z końca wieku?... Głowę zwiesił niemy). Wiersz uchodzi za przejaw młodopolskiego dekadentyzmu.  